# Великий Черемель
Вели́кий Черемель (у 1912—1965 роках — хутір Чермень) — село в Україні, у Дубровицькій міській громаді Сарненського району Рівненської області. До 2020 підпорядковувалось Великоозерянській сільській раді. Відповідно до Розпорядження Кабінету Міністрів України від 12 червня 2020 року № 722-р «Про визначення адміністративних центрів та затвердження територій територіальних громад Рівненської області» увійшло до складу Дубровицької міської громади.
Населення становить 136 осіб (2011).

## Назва
У 1912—1965 роках поселення було хутором і називалося Чермень. За легендою свою назву село Великий Черемель (або Чермень) отримало від жителів села В. Озера, які мали так звані «червенські огороди», а «червенські» від слова черлений тобто червоний. Ці городи були за межами села, і літом там розбивали табори для випасання худоби і обробітку землі. А потім господарі почали поступово переселялись у Чермень і на своїх землях будувались.[джерело?]

## Географія
Село розташоване на відстані 43 км від центру громади м. Дубровиця та 160 км від обласного центру м. Рівне, за 7,5 кілометрів від села Великі Озера. Село розташоване серед лісу, де ростуть мішані ліси, знаходяться болота.[джерело?]
Площа села — 0,58 км². Згідно з дослідженням 2017 року, за яким оцінювалися масштаби антропогенної трансформації території Дубровицького району внаслідок несанкціонованого видобутку бурштину, екологічна ситуація села характеризувалася як «кризова».

### Клімат
Клімат у селі вологий континентальний («Dfb» за класифікацією кліматів Кеппена). Опадів 626 мм на рік. Найменша кількість опадів спостерігається в лютому й сягає у середньому 30 мм. Найбільша кількість опадів випадає в червні — близько 91 мм. Різниця в опадах між сухими та вологими місяцями становить 61 мм. Пересічна температура січня — -5,7 °C, липня — 18,6 °C. Річна амплітуда температур становить 24,3 °C.
| Клімат Великого Черемеля          | Клімат Великого Черемеля | Клімат Великого Черемеля | Клімат Великого Черемеля | Клімат Великого Черемеля | Клімат Великого Черемеля | Клімат Великого Черемеля | Клімат Великого Черемеля | Клімат Великого Черемеля | Клімат Великого Черемеля | Клімат Великого Черемеля | Клімат Великого Черемеля | Клімат Великого Черемеля | Клімат Великого Черемеля |
| Показник                          | Січ.                     | Лют.                     | Бер.                     | Квіт.                    | Трав.                    | Черв.                    | Лип.                     | Серп.                    | Вер.                     | Жовт.                    | Лист.                    | Груд.                    | Рік                      |
| Середній максимум, °C             | −2,7                     | −1,4                     | 3,4                      | 12,4                     | 19,3                     | 22,9                     | 23,9                     | 23,1                     | 18,3                     | 11,8                     | 4,7                      | −0,1                     | 11,3                     |
| Середня температура, °C           | −5,7                     | −4,6                     | −0,3                     | 7,5                      | 13,7                     | 17,5                     | 18,6                     | 17,7                     | 13,3                     | 7,8                      | 2,2                      | −2,6                     | 7,1                      |
| Середній мінімум, °C              | −8,7                     | −7,8                     | −3,9                     | 2,7                      | 8,2                      | 12,1                     | 13,3                     | 12,3                     | 8,3                      | 3,8                      | −0,3                     | −5,1                     | 2,9                      |
| Норма опадів, мм                  | 37                       | 30                       | 30                       | 44                       | 57                       | 91                       | 85                       | 66                       | 57                       | 44                       | 42                       | 43                       | 626                      |
| --------------------------------- | ------------------------ | ------------------------ | ------------------------ | ------------------------ | ------------------------ | ------------------------ | ------------------------ | ------------------------ | ------------------------ | ------------------------ | ------------------------ | ------------------------ | ------------------------ |
| Джерело: Climate-Data.org (англ.) |                          |                          |                          |                          |                          |                          |                          |                          |                          |                          |                          |                          |                          |

## Історія
У 1912—1965 роках значилось як хутір Чермень. До 1917 року село входило до складу Російської імперії. У 1918—1920 роки нетривалий час перебувало в складі Української Народної Республіки. У 1921—1939 роки входило до складу Польщі. З 1939 року — у складі Дубровицького району Рівненської області УРСР.
У роки Другої світової війни деякі мешканці села долучилися до національно-визвольної боротьби в лавах УПА та ОУН. Загалом встановлено 23 жителів села, які брали участь у визвольних змаганнях, з них 5 загинуло, 18 було репресовано. Статус села з 1965 року.
Село розвивалося і розбудовувалося до 1990 року. Але внаслідок аварії на Чорнобильській атомній станції жителів села Великоозерянської сільської ради пересели у Млинівський район. З села Черемель виїхало більше половини населення.[джерело?]
Відповідно до прийнятої в грудні 1989 року постанови Ради Міністрів УРСР село занесене до переліку населених пунктів, які зазнали радіоактивного забруднення внаслідок аварії на Чорнобильській АЕС, жителям виплачувалася грошова допомога. Згідно з постановою Кабінету Міністрів Української РСР, ухваленою в липні 1991 року, село належало до зони гарантованого добровільного відселення. На кінець 1993 року забруднення ґрунтів становило 3,89 Кі/км² (137Cs + 134Cs), молока — 35,45 мКі/л (137Cs + 134Cs), картоплі — 8,77 мКі/кг (137Cs + 134Cs), сумарна доза опромінення — 1026 мбер, з якої: зовнішнього — 51 мбер, загальна від радіонуклідів — 975 мбер (з них Cs — 972 мбер, Sr — 2 мбер).

## Населення
Станом на 1 січня 2011 року населення села становить 136 осіб. Густота населення — 265,52 особи/км².
Згідно з переписом УРСР 1989 року чисельність наявного населення села становила 540 осіб, з яких 263 чоловіки та 277 жінок. На кінець 1993 року в селі мешкало 197 жителів, з них 68 — дітей.
За переписом населення України 2001 року в селі мешкали 153 особи. 100 % населення вказало своєю рідною мовою українську мову.

### Вікова і статева структура
Структура жителів села за віком і статтю (станом на 2011 рік):
| Вік   | Чоловіків | Жінок | Разом |
| ----- | --------- | ----- | ----- |
| 0-17  | 24        | 20    | 44    |
| 18-39 | 23        | 23    | 46    |
| 40-59 | 11        | 11    | 22    |
| 60+   | 11        | 13    | 24    |
| Разом | 69        | 67    | 136   |

### Соціально-економічні показники
| Працездатне населення | Працездатне населення | Працездатне населення | Працездатне населення | Працездатне населення | Працездатне населення | Непрацездатне населення | Непрацездатне населення | Непрацездатне населення | Непрацездатне населення | Непрацездатне населення | Непрацездатне населення | Все населення |
| Чоловіки              | Чоловіки              | Жінки                 | Жінки                 | Разом                 | Разом                 | Чоловіки                | Чоловіки                | Жінки                   | Жінки                   | Разом                   | Разом                   | 136           |
| ос.                   | %                     | ос.                   | %                     | ос.                   | %                     | ос.                     | %                       | ос.                     | %                       | ос.                     | %                       | 136           |
| --------------------- | --------------------- | --------------------- | --------------------- | --------------------- | --------------------- | ----------------------- | ----------------------- | ----------------------- | ----------------------- | ----------------------- | ----------------------- | ------------- |
| 38                    | 27                    | 32                    | 22                    | 70                    | 49                    | 10                      | 7                       | 17                      | 12                      | 27                      | 19                      | 136           |

| Зайняті  | Зайняті  | Зайняті | Зайняті | Зайняті | Зайняті | Безробітні | Безробітні | Безробітні | Безробітні | Безробітні | Безробітні | Все населення |
| Чоловіки | Чоловіки | Жінки   | Жінки   | Разом   | Разом   | Чоловіки   | Чоловіки   | Жінки      | Жінки      | Разом      | Разом      | 136           |
| ос.      | %        | ос.     | %       | ос.     | %       | ос.        | %          | ос.        | %          | ос.        | %          | 136           |
| -------- | -------- | ------- | ------- | ------- | ------- | ---------- | ---------- | ---------- | ---------- | ---------- | ---------- | ------------- |
| 0        | 0        | 0       | 0       | 0       | 0       | 3          | 17         | 3          | 17         | 6          | 33         | 136           |

| Дорослі | Діти | Пенсіонери | Інваліди Німецько-радянської війни | Учасники бойових дій | Інваліди всіх груп і категорій | Люди, які обслуговуються служб. соц. допом. на дому | Неповні сім'ї | Діти з неповних сімей | Багатодітні сім'ї | Діти з багатодітних сімей | Діти-інваліди | Діти-сироти | Одинокі багатодітні матері |
| ------- | ---- | ---------- | ---------------------------------- | -------------------- | ------------------------------ | --------------------------------------------------- | ------------- | --------------------- | ----------------- | ------------------------- | ------------- | ----------- | -------------------------- |
| 98      | 46   | 37         | -                                  | -                    | -                              | -                                                   | -             | -                     | 8                 | 29                        | -             | -           | -                          |

## Політика

### Органи влади
До 2020 року місцеві органи влади були представлені Великоозерянською сільською радою.

### Вибори
Село входить до виборчого округу № 155. У селі розташована виборча дільниця № 560259. Станом на 2011 рік кількість виборців становила 92 особи.

## Релігія
Список конфесійних громад станом на 2011 рік:
| Релігійна громада ЄХБ | ЄХБ | Не зареєстрована | 45 | Молитовний будинок | [ 24 ] |
| — протестантські.     |     |                  |    |                    |        |

## Освіта
У селі діє Великий Черемель загальноосвітня школа І-ІІ ступенів. У 2011 році в ній навчалося 26 учнів (із 40 розрахованих) та викладало 8 учителів.

## Інфраструктура
На території села працює магазин.[джерело?]

#### Офіційні дані та нормативно-правові акти
- Паспорт Дубровицького району (станом на 1 січня 2011 року) (doc). Дубровицька районна рада. Архів оригіналу за 10 лютий 2015. Процитовано 16 жовтня 2019.

#### Мапи
- Історичний Атлас України / Гол. ред. Л. Винар; Упорядн.: І. Тесля, Е. Тютько. Українське історичне товариство. — Монреаль; Нью-Йорк; Мюнхен, 1980. — 182 с.

#### Інші
- Історію та легенду про створення с. Черемель записано з вуст жителя села В. Черемель Остаповича І.[неавторитетне джерело]